# 東大寺諷誦文
東大寺諷誦文（とうだいじふじゅもん）とは、東大寺由来とされる巻子本『華厳文義要決』1巻の紙背文書。原本は無題で「東大寺諷誦文」「東大寺諷誦文稿」「昔世殖善之文」などの仮題が付けられている。また、医学者佐藤達次郎の元にあった原本は第二次世界大戦で焼失し、複製のみが残されている。

## 概要
編者は不明だが、東大寺の僧侶によって9世紀前半、遅くても天長年間までに記されたと推定されている。漢字片仮名からなる仮名交じりの文章395行からなり、一部に朱書による返り点・ヲコト点が付されている。一部に純粋な漢文のままの部分もある。仏典や中国・インドの説話、特に孝養に関する説話が記されており、内容は首尾一貫していない。法会の時の説教の際に用いられた諷誦文の原稿の断片と推定されている。平安時代前期の日本語資料として貴重なものである。